# Újhelyjóka
Újhelyjóka (szlovákul Nová Jelka) Jóka településrésze, korábban önálló község Szlovákiában, a Nagyszombati kerületben, a Galántai járásban.

## Fekvése
Galántától 19 km-re délnyugatra fekszik.

## Története
Jókát 1197-ben az Ilka család szabadalomlevelében említik először. Később három falu, Kis-, Nagy és Újhely-Jóka jelenik meg a mai Jóka területén. Újhelyjóka az óbudai klarissza apácakolostor birtoka volt. 1541-ben elpusztította a török. 1553-ban 12 portát számláltak a településen az apácák birtokában.
Fényes Elek szerint "Jóka-Ujhely, magy. falu. Pozsony vmegyében: 293 kath. lak. F. u. gr. Eszterházy Vinczéné. Ut. post. Pozsony.
" 
Pozsony vármegye monográfiája szerint "Újhelyjóka, felsőcsallóközi magyar kisközség, 57 házzal és 391 róm. kath. vallású lakossal. Hajdan Jókához tartozott és csak az 1553-iki portális összeírásban találjuk Jóka-Újhely néven az óbudai apáczák birtokaként 12 portával említve. 1647-ben a pozsonyi apáczáké, 1787-ben a vallásalapé. Későbbi birtokosai az Esterházyak és még a mult század elején is az övék, s a helység még ekkor is Jóka-Újhely néven szerepel. Azután a Zichyek és Batthyányiak lettek a birtokosai; ma Pálffy Béláné grófné bírja. A községnek nincs temploma. Ide tartozik a Nagyzátonyi malomház és Őralja major. A község postája Nagyjóka, távírója és vasúti állomása pedig Szempcz."
A trianoni békeszerződésig Pozsony vármegye Somorjai járásához tartozott. 1960-ban Jókához csatolták.

## Népessége
1910-ben 406, túlnyomóan magyar lakosa volt.
2001-ben Jóka 3864 lakosából 2642 magyar és 1086 szlovák volt.

## Külső hivatkozások
- Hivatalos oldal (magyarul)
- Községinfó
- Jóka Szlovákia térképén